# توماس بلاكويل (علامة)
كان توماس بلاكويل الأصغر (بالإنجليزية: Thomas Blackwell)‏، (4 أغسطس 1701 - 6 مارس 1757) علَّامة كلاسيكيًا ومؤرخًا و«أحد الشخصيات الرئيسية في عصر التنوير الاسكتلندي».

## حياته
ولد في 4 أغسطس 1701 في مدينة أبردين، نجل القس توماس بلاكويل (1660-1728)، أحد وزراء أبردين. كان والده راعيًا للشركات السبع المدمجة في أبردين من 1714 إلى 1728.
التحق بمدرسة قواعد اللغة في مكانه الأصلي ودرس اللغة اليونانية والفلسفة في كلية ماريشال، وتخرج بدرجة الماجستير في عام 1718. تم تقديمه إلى كرسي اليونانية في ماريشال في عام 1723، ليصبح مدير الكلية في 7 أكتوبر 1748. كان بلاكويل يحظى بتقدير جيد «أستاذ» وعلم عددا من الشخصيات التنويرية الهامة بما في ذلك المدير جورج كامبل، روبرت تشامبرز، ألكسندر جيرارد، وجيمس بيتي.
في مايو 1751، تزوج من باربرا بلاك، الابنة الثالثة لجيمس بلاك، عميد نقابة أبردين، وزوجته أغنيس فورديس، ابنة بروفوست جورج فورديس. لم يكن لديهم أطفال. توفي توماس بلاكويل بسبب مرض السل في أدنبره في 6 مارس 1757. دفن رفاته في كيركيارد.

## أعماله
أعمال بلاكويل، هي التحقيق في حياة وكتابات هوميروس (1735)، والرسائل المتعلقة بالأساطير (1748)، ومذكرات محكمة أغسطس (3 مجلدات، 1753–63).

## روابط خارجية
- أعمال أو نبذة عن توماس بلاكويل على أرشيف الإنترنت